# Copa Intercontinental FIBA 1965
La Copa Intercontinental FIBA 1965 fue la edición de prueba de la Copa Intercontinental FIBA. El partido fue disputado por el SC Corinthians Paulista y el campeón de la Euroliga (Euroliga) de 1965, el Real Madrid.
La Prueba de la Copa Intercontinental FIBA de 1965 se jugó con formato de partido único, en São Paulo, Brasil, el 5 de julio de 1965.

## Estadio
El juego del campeonato se llevó a cabo en el Ginásio Poliesportivo Wlamir Marques, estadio del SC Corinthians Paulista. La arena está ubicada en São Paulo , Brasil . La arena se inauguró en 1963 y tiene un aforo de 7,000 personas, con una capacidad de sala de pie de 10,000.
| São Paulo                            | Sao Paulo |
| Ginásio Poliesportivo Wlamir Marques | Sao Paulo |
| 7,000 (más 3,000 de pie)             | Sao Paulo |
|                                      | Sao Paulo |

## Detalles
El partido fue disputado entre el SC Corinthians Paulista de la Liga Brasileña de Baloncesto y el campeón de la Copa de Europa de baloncesto (Euroliga), el Real Madrid de la Primera División española. Wlamir Marques del SC Corinthians Paulista, fue el máximo anotador del juego, con 51 puntos.
| 5 de julio de 1965 | Corinthians                                         | 118-109 | Real Madrid                                                       | Ginásio Poliesportivo Parque São Jorge, Sao Paulo, Brasil |                                 |
|                    | Wlamir 51 Bira 23 Branca 15 Renê 12 Yves 12 Edvar 5 | Reporte | Luyk 33 Rodríguez 30 Monsalve 16 Sainz 13 Sevillano 13 González 4 | Asistencia: 10,000 espectadores                           | Asistencia: 10,000 espectadores |